# Linia kolejowa nr 525
Linia kolejowa nr 525 – pierwszorzędna, zelektryfikowana, jednotorowa linia kolejowa znaczenia państwowego łącząca stację Czachówek Południowy ze stacją Czachówek Wschodni.